# Litijev hidrid
Litijev hidrid je anorganska spojina s formulo LiH. Je brezbarvna trdnina, tržni proizvod pa je siv. Spojina ima značilnosti ionske soli ali ionskega hidrida. Ima visoko tališče in je topen samo v topilih, s katerimi reagira. Z molsko maso manjšo od 8 g/mol je najlažja ionska spojina.

## Fizikalne lastnosti
LiH je diamagnetik in ionski prevodnik. Njegova prevodnost postopoma raste od 2×10−5 Ω−1cm−1 pri  443 °C do 0,18 Ω−1cm−1 pri 754 °C. Pri prehodu skozi tališče se trend ne prekine.:36 Dielektrična konstanta LiH, ki ima v statičnem stanju pri nizkih frekvencah  vrednost 13,0, se pri frekvencah vidne svetlobe zmanjša na 3,6.:35 LiH je mehak s trdoto 3,5 po Mohsovi trdotni lestvici.:42 Njegovo lezenje pod tlakom v sto urah hitro raste od  manj kot 1% pri 350 °C na več kot > 100% pri 475 °C, kar pomeni, da pri povišanih temperaturah nima nobene mehanske trdnosti.:39 Toplotna prevodnost LiH s temperaturo pada in je odvisna od strukture. Pri 50 °C imajo kristali vrednost 0,125 W/(cm•K) in kompaktne mase 0,0695 W/ (cm•K), pri   500 °C pa imajo kristali vrednost 0,036 W/(cm•K), kompaktne mase pa 0,0432 W/(cm•K).:60  Linerani koeficient termičnega raztezka pri sobni temperaturi je 4,2×10−5/°C.:49

## Sinteza in obdelava
Litijev hidrid se pripravlja iz kovinskega litija in vodika:
2 Li + H2 → 2 LiH
Reakcija se običajno izvaja pri nizki temperaturi (29 °C). Njena hitrost je zelo odvisna od pogojev na površini nastalega LiH:5 Izkoristek reakcije pri 99 °C je 60%,  pri 125 °C pa 85 %. Hitrost reakcije je posebno velika pri temperaturah nad 600 °C. Z dodatkom 0,001–0,003% ogljika in/ali zvišanjem temperature in/ali tlaka se po dveh urah izkoristek dvigne na 98 %.:147
Manj običajen način pridobivanja LiH je termični razpad litijevega aluminijevega hidrida (200 °C), litijevega borohidrida (300 °C), n-butillitija (300 °C) ali etillitija (120 °C) in več reakcij, v katere so vključene manj stabilne litijeve spojine, ki vsebujejo vodik.:145
Nastali LiH je grudast prah, ki se lahko brez veziva stisne v pelete. Drugačne oblike se lahko dobi z ulivanjem taline.:160   Iz taline lahko v vodikovi atmosferi izkristalizirajo tudi približno 80 mm dolgi kristali s premerom 16 mm, ki so zaradi onečiščenja s koloidnim litijem pogosto modrikasti. Barva lahko izgine s popuščanjem pri približno 550 °C  in počasnim ohlajanjem.:154 V kristalih so, poleg litija, glavne nečistoče natrij (20-200 ppm), kisik (10–100 ppm), magnezij  (0,5–6 ppm), železo (0,5-2 ppm) in baker (0,5-2 ppm.:155
Kosi hladno stiskanega LiH se zlahka strojno obdelujejo z vsemi standardnimi tehnikami in orodji na mikrometer natančno. Ulivani LiH je v nasprotju z njim krhek in med obdelavo rad poči.:171

## Reakcije
Uprašen LiH na zraku z nizko vlažnostjo hitro zreagira v litijev hidroksid, litijev oksid in litijev karbonat. Na vlažnem zraku se spontano vžge in tvori že omenjeno zmes produktov in nekaj dušikovih spojin. Grudast LiH tvori na vlažnem zraku na površini viskozno tekočo prevleko, ki zavira  nadaljnjo reakcijo. V reakciji nastane zelo malo ali nič nitridov. Grudast material se lahko v kovinski posodi  segreje na zraku na malo manj kot 200  °C ne da bi se vžgal, četudi je pri stiku z odprtim plamenom zelo vnetljiv. Na temperaturo vžiga znatno vplivajo pogoji na površini LiH, prisotnost oksidov na površini kovinske posode in drugi dejavniki. Suh kisik reagira s kristalnim LiH šele pri močnem segrevanju, ko reakcija steče pa je  skoraj eksplozivna. :6
Z vodo in drugimi proton (vodik) vsebujočimi snovmi burno reagira::7
LiH + H2O → Li+ + H2 + OH−
Do vode je manj reaktiven kot litij. Za vodo, alkohole in druge spojine je mnogo šibkejši reducent od litija, kar velja tudi za vse druge binarne ionske hidride.:22
Peleti LiH z vlago iz zraka prehajajo v LiOH in počasi nabrekajo. Pri parnem tlaku 2 mm vodnega stolpca  je nabrekanje v 24 urah manjše od 10 %.:37 Ker je v zraku praviloma nekaj ogljikovega dioksida, nastane tudi nekaj litijevega karbonata.:8 LiH pri sobni temperaturi počasi reagira tudi z amonijakom. Pri temperaturah nad 300  °C se hitrost reakcije močno poveča.:10 Počasi reagira tudi z višjimi alkoholi in fenoli, reakcija z nižjimi alkoholi pa je burna.:14
Z žveplovim dioksidom tvori litijev ditionit:
2 LiH + 2 SO2 → Li2S2O4 + H2
nad 50 °C pa litijev sulfid (Li2S).:9
Z acetilenom tvori litijev karbid (Li2C2) in vodik. Z brezvodnimi organskimi kislinami, fenoli in kislinskimi anhidridi reagira počasi in tvori vodik in ustrezno litijevo sol. Z vodo vsebujočimi kislinami reagira hitreje kot z vodo.:8 V več reakcijah s spojinami, ki vsebujejo kisik, nastaja LiOH, ki pri temperaturah nad 300 °C  nepovratno reagira z LiH v litijev oksid in vodik::10
LiH + LiOH → Li2O + H2

## Uporaba

### Medij za shranjevanje vodika in gorivo
LiH ima trikrat večjo vsebnost vodika kot natrijev hidrid in največjo med vsemi hidridi. V preteklosti je bil zato večkrat zanimiv kot medij za shranjevanje vodika, četudi njegovo uporabnost zelo omejuje nestabilnost. Razen tega zahteva sproščanje vodika visoko temperaturo, mnogo višjo od 700 °C, pri kateri se sintetizira. Spojina se je na modelu preskusila tudi kot komponenta raketnega goriva.

### Predhodnik za kompleksne kovinske hidride
LiH se običajno ne uporablja kot reducent, razen v sintezah hidridov nekaterih polkovin. Silan (SiH4), na primer, se proizvaja z reakcijo litijevega hidrida s silicijevim tetrakloridom:
4 LiH + SiCl4 → 4 LiCl + SiH4
LiH se uporablja za proizvodnjo različnih reagentov za organske sinteze, na primer litijevega aluminijevega hidrida (LiAlH4)  in litijevega borohidrida (LiBH4). V reakciji s trietilboranom tvori superrhidrid  (LiBHEt3).

### Jedrska kemija in fizika
Litijev klorid je zelo primerno gradivo za ščite jedrskih reaktorjev, ki se lahko oblikuje z ulivanjem.

### Litijev devterid
Litijev-6 devterid s formulo  6Li2H ali  6LiD je fuzijsko gorivo v termonuklearnem orožju. V bojnih glavah tipa Teller-Ulam toplota, sproščena med eksplozijo fizijskega detonatorja, komprimira  6LiD  in ga bombardira z nevtroni, da nastane tritij. Reakcija je eksotermna. Vodikova izotopa devterij in tritij se nato zlijeta v 4He. V reakciji nastane tudi nevtron in 17,59 MeV energije. 
Pred jedrskim poskusom Castle Bravo je vladalo mišljenje, da lahko tritij tvori samo manj pogost izotop 6Li med bombardiranjem s prostimi nevtroni. Poskus je pokazal, da je za to primeren tudi bolj dostopen 7Li, vendar z endotermno reakcijo. Izkoristek je bil trikrat večji od pričakovanega. 

## Varnost
Litijev hidrid eksplozivno reagira z vodo, pri čemer nastajata bazičen  litijev hidroksid in vodik. Prah litijevega hidrida lahko eksplodira že v vlažnem zraku. Statična elektrika lahko povzroči eksplozijo celo v suhem zraku. 
Prah LiH v koncentraciji 5-55 mg/m3 zraka izredno draži sluznico in kožo in lahko sproži alergijsko reakcijo. Zaradi dražilnega učinka ga človeški organizem običajno zavrne in ne akumulira.:182,157 Nekatere litijeve soli, ki nastajajo kot stranski produkti reakcij LiH, so strupene. 
Požara LiH se ne sme gasiti z ogljikovim  dioksidom, ogljikovim tetrakloridom in sredstvi, ki vsebujejo vodo. Požar se lahko zaduši s pokrivanjem gorečega mesta s kovinskimi ploščami ali zasipanjem z grafitnim ali dolomitnim prahom. Pesek je manj primeren, ker je pogosto vlažen in lahko v stiku z gorečim LiH eksplodira. 
LiH se običajno prevaža v olju. Posode so lahko iz keramike, nekaterih vrst plastike ali jekla. Z njim se rokuje v atmosferi suhega argona ali helija.:156 Dušik je primeren samo za nizke temperature, ker pri visokih temperaturah reagira z litijem.:157  LiH običajno vsebuje nekaj kovinskega litija, ki lahko pri višjih temperaturah korodira vsebnike iz jekla in kremena.:173-174,179